# برونو فيرنانديز
برونو ميغيل بورغيس فرنانديز (تلفظ برتغالي: /ˈbɾunu fɨɾˈnɐ̃dɨʃ/؛ مواليد 8 سبتمبر 1994) هو لاعب كرة قدم برتغالي يلعب في مركز الوسط الهجومي مع نادي مانشستر يونايتد في الدوري الإنجليزي الممتاز و‌المنتخب البرتغالي.
ولد فرنانديز في مايا، بورتو، وبدأ مسيرته الكروية مع نوفارا الإيطالي، لكنه سرعان ما انتقل إلى أودينيزي في الدوري الإيطالي عام 2013، تلاه سامبدوريا بعد ذلك بثلاث سنوات. بعد خمس سنوات في إيطاليا، وقع مع سبورتينغ لشبونة في عام 2017، حيث تم اختياره قائدًا للنادي. فاز بلقب كأس الدوري البرتغالي في عامي 2018 و2019، بالإضافة إلى كأس البرتغال، مما أدى إلى حصوله على جائزة أفضل لاعب في الدوري البرتغالي في كلا الموسمين. في 2018–19، حقق رقمًا قياسيًا بتسجيله 33 هدفًا في جميع المسابقات، مما جعله أكثر لاعب وسط برتغالي تسجيلًا للأهداف وأكثر لاعب وسط في أوروبا يسجل أهداف في موسم واحد. أثار أداء فرنانديز اهتمام العديد من أندية الدوري الإنجليزي الممتاز، ووقع معه مانشستر يونايتد مقابل 55 مليون يورو (47 مليون جنيه إسترليني) في يناير 2020، ليصبح ثاني أعلى رسوم انتقال للاعب برتغالي يغادر من الدوري المحلي.
شارك فرنانديز لأول مرة مع البرتغال في نوفمبر 2017، بعد أن مثل المنتخب في السابق تحت 19 سنة وتحت 20 سنة وتحت 21 سنة. كما مثّل البرتغال في دورة الالعاب الاولمبية الصيفية 2016. تم اختياره في تشكيلة البرتغال للمشاركة في كأس العالم 2018 ونهائيات دوري الأمم الأوروبية 2019، وفاز بالأخيرة وتم اختياره في فريق البطولة.

## مسيرته الكروية

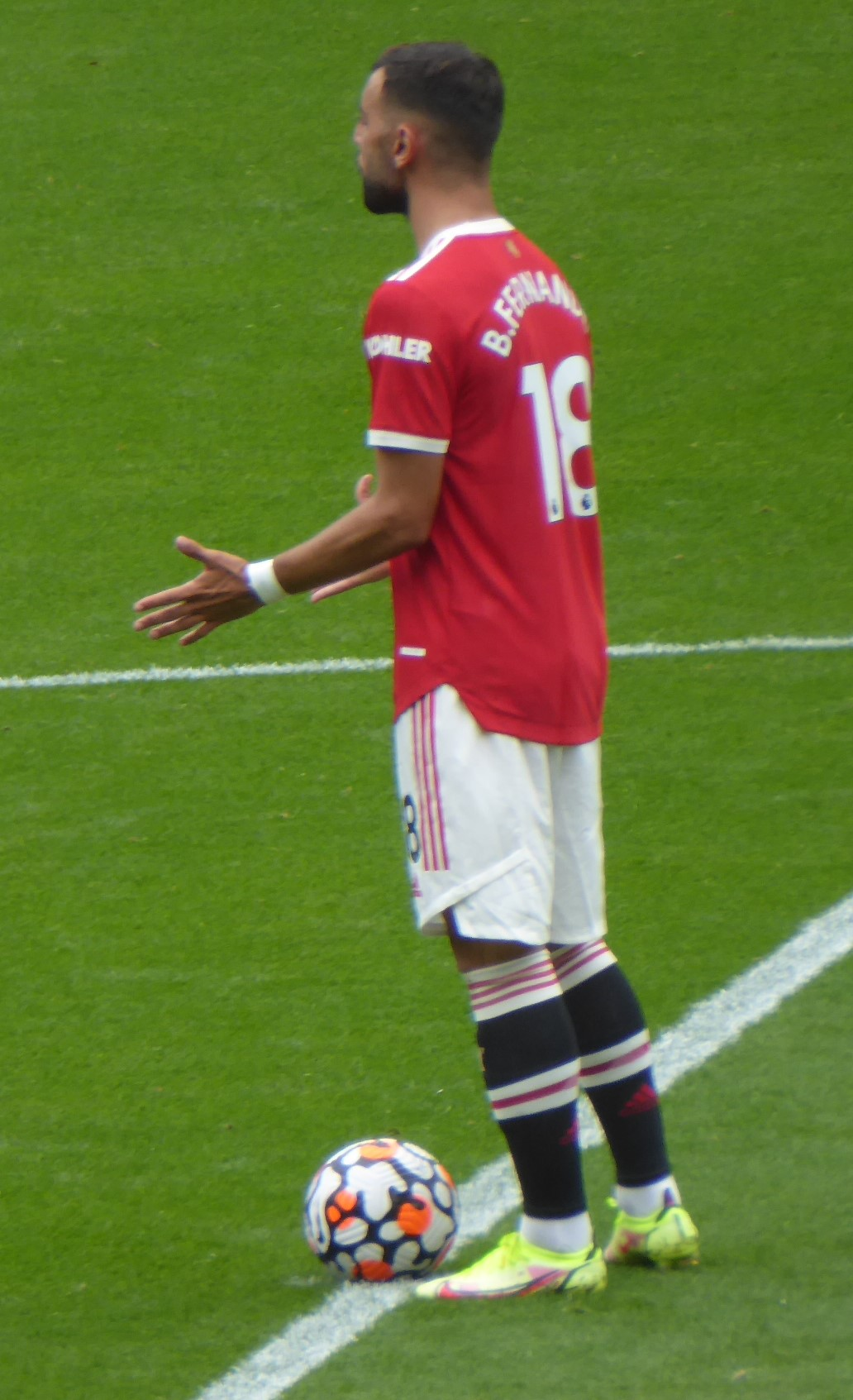
برونو فيرنانديز مع نادي مانشستر يونايتد

### نوفارا
ولد في مايا، بورتو، ولعب معظم شبابه مع نادي بوافيشتا المحلي. في 27 أغسطس 2012، انضم إلى نادي نوفارا في إيطاليا.
بعد أسابيع قليلة فقط مع الفئات السنية، تمت ترقية فرنانديز إلى الفريق الأول في دوري الدرجة الثانية، واستمر في المشاركة في أكثر من نصف مباريات الدوري بقليل خلال موسم 2012–13، مما ساعد فريقه على الوصول إلى المركز الخامس وتصفيات الصعود.

### أودينيزي
في صيف 2013، وقع فرنانديز مع أودينيزي في صفقة ملكية مشتركة. شارك لأول مرة في الدوري الإيطالي في 3 نوفمبر، حيث دخل كبديل في الشوط الثاني في مباراة خسارة 0–3 على أرضه أمام إنتر ميلان.
سجل فرنانديز هدفه الأول في الدوري في 7 ديسمبر 2013، في مباراة التعادل 3–3 مع نابولي. سجل مرة أخرى في المباراة الثانية أمام نفس الخصم، وانتهت المباراة بالتعادل 1–1.

### سامبدوريا
في 16 أغسطس 2016، انتقل فرنانديز إلى سامبدوريا على سبيل الإعارة مع الالتزام بالتوقيع بشكل دائم. شارك لأول مرة في الدوري بعد اثني عشر يومًا، حيث لعب ست دقائق في الفوز 2–1 على أرضه أمام أتالانتا.
سجل فرنانديز هدفه الأول لفريقه الجديد في 26 سبتمبر 2016، في مباراة الخسارة 1–2 خارج أرضه أمام كالياري. سجل 5 أهداف في 33 مباراة بالدوري الإيطالي خلال الموسم، مما ساعدهم على انهى الموسم في المركز الحادي عشر.

### سبورتينغ
في 27 يونيو 2017، بعد عودته من بطولة أوروبا تحت 21 سنة لكرة القدم 2017، انضم فرنانديز إلى سبورتينغ لشبونة لمدة خمس سنوات، مقابل 8.5 مليون يورو بالإضافة إلى المكافآت وشرط جزائي مقابل 100 مليون يورو. سجل أربعة أهداف في أول خمس مباريات له في الدوري البرتغالي الممتاز، بما في ذلك ثنائية في الفوز 5–0 خارج أرضه ضد فيتوريا دي غيماريش.
كانت أول مشاركة لفرنانديز في مرحلة المجموعات بدوري أبطال أوروبا في 12 سبتمبر 2017، حيث وضع الفريق الزائر متقدمًا 3–0 في أول 43 دقيقة من الفوز في النهاية 3–2 على أولمبياكوس. أنهى موسمه الأول برصيد 16 هدفًا في جميع المسابقات، في المرتبة الثانية بعد باس دوست.
في 15 مايو 2018، أصيب فرنانديز والعديد من زملائه، بما في ذلك المدربين، بعد هجوم شنه حوالي 50 من مشجعي سبورتينغ لملعب تدريبات النادي بعد أن احتل الفريق المركز الثالث في الدوري وغاب عن التأهل لدوري أبطال أوروبا. على الرغم من الأحداث، وافق الفريق على اللعب في نهائي كأس البرتغال المقرر عقده في عطلة نهاية الأسبوع التالية، وخسروا النهائي أمام ديبورتيفو داس أيفيس.
حصل فرنانديز على جائزة أفضل لاعب في الدوري البرتغالي في 6 يوليو 2018. بعد أربعة أيام وقع عقدًا جديدًا مدته خمس سنوات مع شرط جزائي بقيمة 100 مليون يورو، بعد أن تراجع عن قراره الأصلي بمغادرة جوزيه ألفالادي بعد رحيل رئيس النادي برونو دي كارفاليو، وحصل على تحسين في راتبه.
سجل فرنانديز هدفه الرسمي رقم 23 في موسم 2018–19 خلال الفوز 3–1 على أرضه ضد بورتيمونينسي في 3 مارس 2019، من خلال ركلة جزاء متأخرة، متجاوزًا الرقم القياسي المسجل باسم أنتونيو أوليفيرا في عدد تسجيل الأهداف من قبل لاعب وسط في موسم واحد، والذي تم فعلها في موسم 1981–82. في 5 مايو، سجل هاتريك في مباراة الفوز خارج أرضه بنتيجة 8–1 على بيلينينسيس، بهذا الهاتريك أصبح أكثر لاعب الوسط برتغالي تسجيلًا للأهداف في موسم واحد في التاريخ، برصيد 31 هدفًا. سجل هدفه الثالث والثلاثين والأخير لهذا الموسم في 25 مايو 2019، أثناء فوز سبورتنغ على بورتو في نهائي كأس البرتغال. حصل على جائزة أفضل لاعب في الدوري البرتغالي للسنة الثانية على التوالي عن أدائه في موسم 2018–19.
سجل سبعة أهداف في أول 10 مباريات له في موسم 2019–20، بما في ذلك سلسلة من الأهداف في ست مباريات متتالية. هذا جعله ثالث لاعب في القرن الحادي والعشرين يسجل في ست مباريات متتالية أو أكثر مع سبورتينغ، بعد ماريو جاردل وباس دوست. في 28 نوفمبر 2019، سجل ثنائية وصنع مثلهما في الفوز 4–0 على آيندهوفن، مما ضمن تأهل سبورتينغ لمراحل خروج المغلوب من الدوري الأوروبي.

### مانشستر يونايتد

#### موسم 2019–20
في 29 يناير 2020، أكد نادي مانشستر يونايتد الإنجليزي أنهم توصلوا إلى اتفاق مع سبورتينغ لشبونة بخصوص انتقال فرنانديز مقابل رسوم تصل قيمتها إلى 68 مليون جنيه إسترليني، وخضع اللاعب إلى الاختبارات الطبية للموافقة على انتقاله. اكتمل انتقاله رسميًا في اليوم التالي، مقابل رسوم أولية بلغت حوالي 47 مليون جنيه إسترليني، مع توقيع فيرنانديز على عقد مدته خمس سنوات ونصف.
شارك لأول مرة في 1 فبراير، حيث لعب 90 دقيقة كاملة في مباراة التعادل السلبي على أرضه أمام وولفرهامبتون واندررز. في فوز مانشستر يونايتد 2–0 خارج أرضه على تشيلسي في 17 فبراير، صنع الهدف الثاني لهاري ماغواير. دخل فرنانديز كبديل متأخر لمانشستر يونايتد ضد كلوب بروج في مباراة التعادل 1–1 في أول مشاركة أوروبية له مع النادي. سجل هدفه الأول مع مانشستر يونايتد ضد واتفورد في 23 فبراير، حيث سجل من ركلة جزاء في مباراة الفوز 3–0 على ملعب أولد ترافورد، وهي المباراة التي صنع فيها أيضًا الهدف الثالث الذي سجله مايسون غرينوود. جاء هدفه الأوروبي الأول مع النادي في مباراة الإياب من دور 32 في الدوري الأوروبي ضد كلوب بروج في أولد ترافورد، حيث سجل ركلة جزاء، مما ساعدهم على الفوز 5–0. في 16 مارس 2020، تم اختيار فرنانديز ليكون لاعب الشهر في الدوري الإنجليزي الممتاز لشهر فبراير. في 30 يونيو 2020، سجل فرنانديز ثنائيته الأولى للنادي في الفوز 3–0 على برايتون أند هوف ألبيون. في يونيو 2020، فاز بكلا جائزتي النادي والدوري الإنجليزي بكونه لاعب الشهر، وصاحب هدف الشهر، ليصبح أول لاعب يفوز بالجائزتين في وقت واحد في تاريخ الدوري الإنجليزي. كما أصبح أول لاعب في مانشستر يونايتد يفوز بجائزة لاعب الشهر في الدوري الإنجليزي الممتاز بشكل متتالي منذ كريستيانو رونالدو في موسم 2006–07. في سبتمبر 2020، فاز فرنانديز بجائزة السير مات بوسبي لأفضل لاعب في العام في مانشستر يونايتد.

#### موسم 2020–21
في 26 سبتمبر 2020، سجل فرنانديز هدفه الأول في الموسم ضد برايتون أند هوف ألبيون في الدقيقة 100 من الفوز 3–2 على ملعب فالمر؛ كان هذا أحد آخر الأهداف في تاريخ الدوري الإنجليزي الممتاز. في 7 أكتوبر 2020، سجل فرنانديز ثنائية ووصنع آخر ضد إيفرتون ليحقق الفوز خارج الأرض بنتيجة 1–3. حصل على جائزة أفضل لاعب في الدوري الإنجليزي لشهر نوفمبر تقديراً لأهدافه الأربعة وتمريرة حاسمة واحدة في ذلك الشهر. احتفظ بها في ديسمبر بعد تسجيله ثلاثة أهداف وتمريره لأربع تمريرات حاسمة في ذلك الشهر، ليصبح أول لاعب يفوز بالجائزة أربع مرات في سنة تقويمية واحدة. سجل وصنع في فوز يونايتد بالدوري 9–0 على أرضه ضد ساوثهامبتون في 2 فبراير 2021.

## مسيرته الدولية

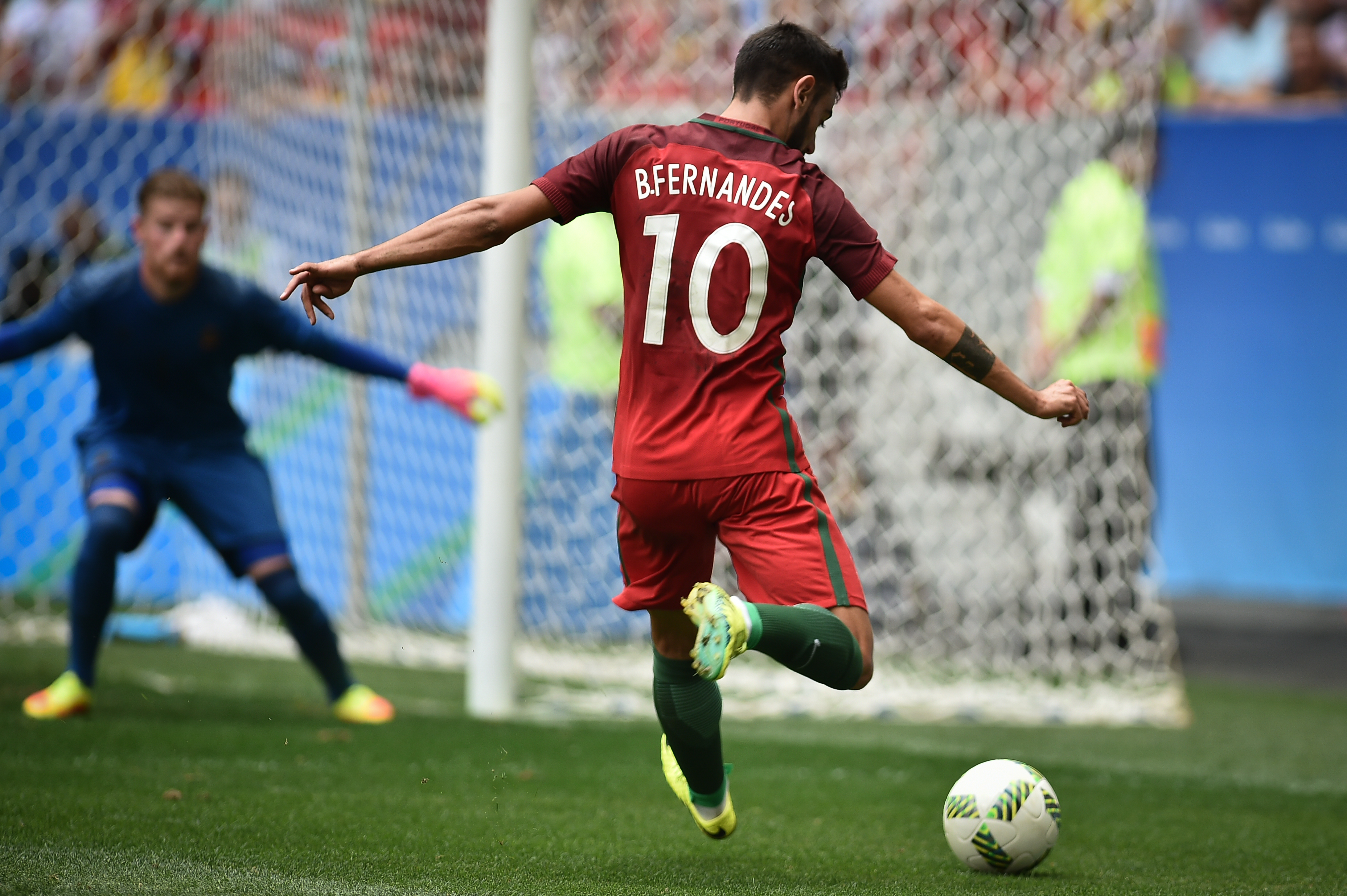
فرنانديز في مباراة ضد ألمانيا في أولمبياد 2016

مثل فرنانديز البرتغال على خمسة فئات. قبل مشاركته مع المنتخب الأول، وتم اختياره كقائد للمنتخب تحت 21 سنة من قبل المدرب روي خورخي.
تم التغاضي عن اختياره من قبل البرتغال خلال فترة لعبه في إيطاليا، وتم اختيار فرنانديز لأول مرة في 28 أغسطس 2017، كبديل عن المصاب بيزي في تصفيات كأس العالم ضد جزر فارو والمجر؛ لكن لم يشارك في أيًّا من المباراتين.[بحاجة لمصدر]
مثل فرنانديز البرتغال في دورة الألعاب الأولمبية الصيفية لعام 2016. شارك في جميع المباريات، حيث وصل منتخبه إلى ربع النهائي.
فاز فيرنانديز في أول مباراة دولية له مع المنتخب الأول في 10 نوفمبر 2017، حيث حل محل مانويل فيرنانديز في الدقائق الـ 34 الأخيرة من الفوز الودي 3–0 على السعودية في فيسيو. ثم تم اختياره من قبل فرناندو سانتوس ليشارك في كأس العالم 2018 في روسيا. سجل هدفه الأول في 7 يونيو في آخر مباراة من مباريات الاستعداد للمونديال، في هزيمة للجزائر 3–0 على ملعب دا لوز حيث سجل من كرة رأسية صنعها له كريستيانو رونالدو.
لعب فيرنانديز أول مباراة له بكأس العالم في 15 يونيو 2018، عندما لعب 66 دقيقة في أول مباراة من دور المجموعات أمام إسبانيا.

## الإحصائيات

### النادي
آخر تحديث 26 مايو 2021.
| النادي          | الموسم   | الدوري                         | الدوري | الدوري  | الكأس  | الكأس   | كأس الدوري | كأس الدوري | أوروبا | أوروبا  | أخرى   | أخرى    | المجموع | المجموع |
| النادي          | الموسم   | الدرجة                         | الظهور | الأهداف | الظهور | الأهداف | الظهور     | الأهداف    | الظهور | الأهداف | الظهور | الأهداف | الظهور  | الأهداف |
| --------------- | -------- | ------------------------------ | ------ | ------- | ------ | ------- | ---------- | ---------- | ------ | ------- | ------ | ------- | ------- | ------- |
| نوفارا          | 2012–13  | الدوري الإيطالي الدرجة الثانية | 23     | 4       | 0      | 0       | —          | —          | —      | —       | —      | —       | 23      | 4       |
| أودينيزي        | 2013–14  | الدوري الإيطالي                | 24     | 4       | 4      | 0       | —          | —          | 0      | 0       | —      | —       | 28      | 4       |
| أودينيزي        | 2014–15  | الدوري الإيطالي                | 31     | 3       | 3      | 1       | —          | —          | —      | —       | —      | —       | 34      | 4       |
| أودينيزي        | 2015–16  | الدوري الإيطالي                | 31     | 3       | 2      | 0       | —          | —          | —      | —       | —      | —       | 33      | 3       |
| أودينيزي        | المجموع  | المجموع                        | 86     | 10      | 9      | 1       | —          | —          | 0      | 0       | —      | —       | 95      | 11      |
| سامبدوريا       | 2016–17  | الدوري الإيطالي                | 33     | 5       | 2      | 0       | —          | —          | —      | —       | —      | —       | 35      | 5       |
| سبورتينغ        | 2017–18  | الدوري البرتغالي               | 33     | 11      | 5      | 1       | 4          | 0          | 14     | 4       | —      | —       | 56      | 16      |
| سبورتينغ        | 2018–19  | الدوري البرتغالي               | 33     | 20      | 7      | 7       | 5          | 3          | 8      | 3       | —      | —       | 53      | 33      |
| سبورتينغ        | 2019–20  | الدوري البرتغالي               | 17     | 8       | 1      | 0       | 4          | 2          | 5      | 5       | 1      | 0       | 28      | 15      |
| سبورتينغ        | المجموع  | المجموع                        | 83     | 39      | 13     | 8       | 13         | 5          | 27     | 12      | 1      | 0       | 137     | 64      |
| مانشستر يونايتد | 2019–20  | الدوري الإنجليزي               | 14     | 8       | 3      | 1       | —          | —          | 5      | 3       | —      | —       | 22      | 12      |
| مانشستر يونايتد | 2020–21  | الدوري الإنجليزي               | 37     | 18      | 3      | 1       | 3          | 0          | 15     | 9       | —      | —       | 58      | 28      |
| مانشستر يونايتد | المجموع  | المجموع                        | 51     | 26      | 6      | 2       | 3          | 0          | 20     | 12      | —      | —       | 80      | 40      |
| الإجمالي        | الإجمالي | الإجمالي                       | 276    | 84      | 30     | 11      | 16         | 5          | 47     | 24      | 1      | 0       | 370     | 124     |

1. ↑  تشمل كأس إيطاليا وكأس البرتغال
2. ↑  تشمل كأس الدوري البرتغالي
3. ↑  8 مباريات وهدف واحد في دوري أبطال أوروبا، 6 مباريات و3 أهداف في الدوري الأوروبي
4. 1 2 3  المباريات في الدوري الأوروبي
5. ↑  المباريات في كأس السوبر البرتغالي
6. ↑  المباريات في دوري أبطال أوروبا

### المنتخب
آخر تحديث 19 يونيو 2021.
| المنتخب الوطني | العام   | الظهور | الأهداف |
| -------------- | ------- | ------ | ------- |
| البرتغال       | 2017    | 2      | 0       |
| البرتغال       | 2018    | 9      | 1       |
| البرتغال       | 2019    | 8      | 1       |
| البرتغال       | 2020    | 6      | 0       |
| البرتغال       | 2021    | 6      | 2       |
| المجموع        | المجموع | 31     | 4       |

#### الأهداف الدولية
آخر تحديث 9 يونيو 2021.
قائمة الأهداف والنتائج مع منتخب البرتغال الأول.
اعتبارًا من 14 أكتوبر 2020. قائمة الأهداف والنتائج مع منتخب فرنسا الأول.
| # | التاريخ        | المكان                                       | الخصم     | الهدف | النتيجة | المسابقة                     |
| - | -------------- | -------------------------------------------- | --------- | ----- | ------- | ---------------------------- |
| 1 | 7 يونيو 2018   | ملعب دا لوز، لشبونة، البرتغال                | الجزائر   | 2–0   | 3–0     | ودية                         |
| 2 | 17 نوفمبر 2019 | ملعب جوسي بارتيل، مدينة لوكسمبورغ، لوكسمبورغ | لوكسمبورغ | 1–0   | 2–0     | تصفيات بطولة أمم أوروبا 2020 |
| 3 | 9 يونيو 2021   | ملعب جوزيه ألفالادي، لشبونة، البرتغال        | إسرائيل   | 1–0   | 4–0     | ودية                         |
| 4 | 9 يونيو 2021   | ملعب جوزيه ألفالادي، لشبونة، البرتغال        | إسرائيل   | 4–0   | 4–0     | ودية                         |

## الإنجازات

### النادي
سبورتينغ لشبونة
- كأس البرتغال: 2018–19[73]
- كأس الدوري البرتغالي: 2017–18، 2018–19[74]

مانشستر يونايتد
- الدوري الأوروبي الوصيف: 2020–21[75]
- كأس رابطة الأندية الإنجليزية المحترفة : 2023/2022

### المنتخب
البرتغال
- دوري الأمم الأوروبية: 2018–19[76]،2024–25[77]

### الفردية
- جائزة أفضل لاعب شاب في الشهر بالدوري البرتغالي الممتاز: أغسطس 2017،[78] سبتمبر 2017،[79] أكتوبر/نوفمبر 2017،[80] فبراير 2018،[81] أبريل 2018[82]
- جائزة أفضل لاعب في الشهر بالدوري البرتغالي الممتاز: أغسطس 2017،[83] سبتمبر 2017،[84] أبريل 2018،[85] ديسمبر 2018،[86] فبراير 2019،[87] مارس 2019،[87] أبريل 2019[88]
- جائزة أفضل لاعب في الدوري البرتغالي: 2017–18،[89] 2018–19[90]
- الدوري البرتغالي الممتاز فريق العام: 2017–18،[89] 2018–19[90]
- الدوري الأوروبي تشكيلة الموسم: 2017–18،[91] 2019–20،[92] 2020–21[93]
- أفضل لاعب في سبورتينغ لشبونة: 2018،[94] 2019[95]
- جائزة أفضل لاعب برتغالي: 2019[96]
- دوري الأمم الأوروبية فريق نهائيات البطولة: 2019[97]
- لاعب الشهر في الدوري الإنجليزي الممتاز من مشجعي رابطة اللاعبين المحترفين: فبراير 2020[98]، يونيو\يوليو 2020[99]
- لاعب الشهر في الدوري الإنجليزي الممتاز: فبراير 2020،[100] يونيو 2020،[47] نوفمبر 2020،[53] ديسمبر 2020[54]
- جائزة هدف الشهر في الدوري الإنجليزي الممتاز: يونيو 2020[48]
- الدوري الأوروبي الهدّاف: 2019–20 (8 أهداف)[101]
- جائزة السير مات بسبي لأفضل لاعب في العام: 2019–20،[102] 2020–21[103]
- هدف الموسم لمانشستر يونايتد: 2020–21 (ضد إيفرتون، 6 فبراير 2021)[104]
- فريق العام من لعبة إي أيه سبورتس فيفا: 2020[104]
- اتحاد مشجعي كرة القدم#جوائز الاتحاد: 2020[104]
- فيفبرو: 2020 (لاعب الوسط الرابع)[105]

## وصلات خارجية
- برونو فرنانديز على موقع الاتحاد الدولي (مؤرشف)  (الإنجليزية)
- برونو فرنانديز على موقع الاتحاد الأوربي (الإنجليزية)
- برونو فرنانديز على موقع إي إس بي إن إف سي (الإنجليزية)
- برونو فرنانديز على موقع قاعدة بيانات كرة القدم.إي يو (الإنجليزية)
- برونو فرنانديز على موقع ليكيب (الفرنسية)
- برونو فرنانديز على موقع ناشيونال فوتبول تيمز (الإنجليزية)
- برونو فرنانديز على موقع Soccerbase.com (لاعب) (الإنجليزية)
- برونو فرنانديز على موقع Soccerway.com (الإنجليزية)
- برونو فرنانديز على موقع عالم كرة القدم.نت (الإنجليزية)
- برونو فرنانديز على موقع أوليمبيديا (الإنجليزية)